# 同時代
同時代（どうじだい）は、エッセイ、評論、研究、詩の伝統ある同人雑誌。

## 歴史
1948年5月、フランスの『Le temps moderne』誌及び『N.R.F.』誌にならい、哲学者の矢内原伊作、フランス文学者の宇佐見英治らを中心に創刊された。7号をもって終刊となったが、1955年、上記2名に詩人・評論家の宗左近、国文学者の安川定男、ドイツ文学者の吉村博次、フランス文学者の齋藤磯雄や曽根元吉らが加わり、第2次『同時代』が刊行された。矢内原伊作ら物故し1993年に再度終刊。3年後の1996年に第3次『同時代』が発足し2016年まで発行された。
主な同人には、作家となった小島信夫、詩人・哲学者の串田孫一、詩人の辻まことや有田忠郎、山崎栄治、伊藤海彦、池崇一、英文学者の加島祥造や齋藤和明、フランス文学者の村上光彦や谷口正子および吉田加南子、ロシア文学者の内村剛介、近代インド文学・インド研究者の森本達雄、詩人・日本近代文学者の原子朗、文芸評論家の高橋世織らなどが参加。
同人構成（第3次）は、編集長をドイツ文学者の富田裕、編集委員をフランス文学者・詩人の清水茂、ロシア文学者の川崎浹、英文学者の和田旦、日本文学者の影山恒男、建築家・詩人の長尾重武、詩人の布川鴇、北岡淳子、方喰あい子、俳人の高橋博夫、美術史家・エッセイストの岡村嘉子が務め、さらに、英文学者の森常治、アメリカ文学者の堀内正規、インド学者の森本素世子、ロシア文学者・詩人の工藤正廣、ドイツ文学者の保坂一夫や川中子義勝、日本文学者の大川公一、詩人の日高てる、作曲家の藤井喬梓ら28名が同人として参加している。
上記以外にも、瀧口修造、中村真一郎、佐岐えりぬ、福永武彦、尾崎喜八、矢代秋雄、富士川英郎、阿部良雄、吉原幸子、三好豊一郎、志村ふくみ、堀多恵子、堀江敏幸、野見山暁治、新川和江、神品芳夫、酒井忠康、山崎剛太郎など、特集テーマに沿って同誌に寄稿した人物は数多い。
また同誌は、アルベルト・ジャコメッティ、イヴ・ボヌフォワなど同人との親交を通じ、海外のエッセイや詩が、同人による翻訳でいち早く掲載されることでも知られている。
国内外に購読者、定期購読者を有し、年2回の本誌刊行の他、同人による講演会やシンポジウム、同人ゆかりの音楽家によるコンサートなどのイベントを年に一度行った。
発行元は、法政大学出版局（多くの同人が在職していた）などを経て、東京都豊島区の舷燈社「黒の会」が行っていたが、第三次 『同時代』 第41号（2016年12月発行）を持って一旦活動を終了した。

## 現在の活動
2020年2月、第4次『同時代』が創刊。編集代表を川崎浹、編集を小野民樹、中村邦生、長尾重武、福井信彦が務めた。年2回の『同時代』刊行の他、『黒の会手帖』も適宜発行している。
他に保坂一夫、鈴木稔、奈賀悟、西元直子、武藤剛史、小澤京子、熊谷のぶよし、大倉宏、井上志津、種田元晴、坂口顕、冨岡悦子、當眞嗣人、宇佐見森吉、伊勢功治、小町直美、千葉一幹、岡村嘉子、蓜島亘、澤井繁男、宇佐美多佳子、高橋博夫らが同人として参加している。